# Вдова пастора
«Вдова пастора» (швед. Prästänkan) — шведський драмедійний фільм 1920 року, поставлений режисером Карлом Теодором Дреєром за повістю Крістофера Янсона «Дружина священнослужителя» (норв. Prestekonen) 1901 року.

## Сюжет
Норвегія, XVII століття. Юний Сефрен претендує на місце сільського пастора, проте перед ним стоїть нерозв'язна дилема: щоб добитися коханої дівчини Карі, він повинен стати пастором, але для цього, згідно з місцевим звичаєм, йому необхідно одружитися з вдовою колишнього пастора, якій вже за 70 років. Усе ж він наважуються на цей крок і надіває на палець пані Маргарити четверту обручку, оскільки трьох чоловіків вона вже поховала.
Сефрен вважає, що Маргарита зачарувала його за допомогою заклинань, наприклад, під час пиятики вона підсунула йому замість закуски оселедця, що має чарівну силу. Щоб поселити Карі з собою під одним дахом, Сефрен видає її за свою сестру. Він сподівається, що потрібно лише трохи потерпіти, поки стара не помре. А поки що в очікуванні він терпить прискіпливу тиранію пані Маргарити, бадьорої і пильної, як ніколи; лише насилу йому вдається іноді залишитися наодинці зі своєю коханою.
Одного разу вночі Сефрен переодягається бісом і намагається злякати свою дружину. Але та й не таке бачила: вона проганяє біса з будинку ударами палиці. З волі провидіння Карі падає зі сходів, і з цієї миті все змінюється. Пані Маргарита доглядає за нею з такою увагою і такою турботою, що Сефрен глибоко зворушений та зізнається їй у своїх поганих намірах. «Бідні діти», — шепоче стара, після чого лягає в ліжко і готується до смерті. Вона помирає, змирившись сама з собою, а також із Сефреном і з Карі, які стали їй друзями. «Ми багатьом їй зобов'язані», — говорить Сефрен своїй коханій після похоронів.

## У ролях
| • Гільдур Карлберг   | … | пані Маргарита            |
| • Ейнар Рьод         | … | Сефрен                    |
| • Грета Альмрот      | … | його наречена Карі        |
| • Олаф Аукруст       | … | кандидат на місце пастора |
| • Курт Велін         | … | кандидат на місце пастора |
| • Еміль Гельзенгреєн | … | слуга                     |
| • Матильда Нільсен   | … | слуга                     |